# معلمون
مُبادَرة معلمون هي مبادرة تهدف إلى تقديم كل ما يخص العملية التعليمية والتطوير الذاتي لمهارات المعلم والطالب في استخدام استراتيجيات التعلم عن بُعد بفاعلية، وذلك لمواجهة التحديات التي أحدثتها جائحة كوفيد-19.

## التأسيس
تأسست المبادرة بواسطة المعلمة رغدة محمد، حاصلة على درجة الماجستير في علوم الحركة، والتي عملت سابقًا كمدرسة مساعدة في جامعة الإسكندرية.

## هدف المبادرة
هدف مُبادَرة معلمون هو تعزيز عملية التعلم وتطوير المعلمين والطلاب في ظل التحول الضروري إلى استراتيجيات التعلم عن بُعد جراء تفشي جائحة كوفيد-19. تهدف المبادرة إلى تزويد المعلمين بالموارد والأدوات اللازمة لتقديم تعليم عالي الجودة عبر الإنترنت، بالإضافة إلى تمكين الطلاب من تطوير مهاراتهم في التعلم عن بُعد والتفاعل الفعّال مع المحتوى التعليمي.

## أهم الأنشطة
1. توفير الموارد التعليمية: تقدم مُبادَرة معلمون مجموعة واسعة من الموارد التعليمية المتنوعة والمحدّثة بانتظام. تشمل هذه الموارد الدروس المصورة، والفيديوهات التعليمية، والمقالات المتخصصة في مجالات مختلفة.
2. ورش العمل والتدريبات التعليمية: تُنظم المبادرة ورش عمل وتدريبات تعليمية تهدف إلى تدريب المعلمين على استراتيجيات التعلم عن بُعد،وتعزيز قدراتهم في استخدام الأدوات والتقنيات الحديثة في العملية التعليمية عبر الإنترنت. تتضمن هذه الورش العمل تبادل الخبرات والممارسات الناجحة بين المعلمين، وتوفير النصائح والإرشادات في مجال التدريس عن بُعد.
3. دعم المعلمين والطلاب: يوفر فريق مُبادَرة معلمون دعمًا مستمرًا للمعلمين والطلاب. يمكن للمعلمين طرح الأسئلة والاستفسارات والحصول على المشورة والتوجيه فيما يتعلق بتدريس عن بُعد، بينما يتلقى الطلاب الدعم والتوجيه لتحقيق أقصى استفادة من تجربتهم في التعلم عن بُعد.
4. تبادل الموارد والأفكار: تشجع المبادرة المعلمين على تبادل الموارد والأفكار الناجحة في مجال التعلم عن بُعد. يتم تعزيز التواصل والتعاون بين المعلمين من خلال إنشاء منصات افتراضية للتبادل والمناقشة.

## النتائج والتأثير
تأتي مُبادَرة معلمون بأثر إيجابي كبير على العملية التعليمية في ظل جائحة كوفيد-19. حيث يتم تمكين المعلمين من تحسين مهاراتهم في التعلم عن بُعد وتطوير استراتيجيات تدريس فعّالة، مما يؤدي إلى تحسين تجربة التعلم للطلاب وتعزيز تحقيقهم الأكاديمي.
بفضل جهود مُبادَرة معلمون، يتم تمكين المعلمين والطلاب من التأقلم مع التحول الرقمي في مجال التعليم والاستفادة الكاملة من الفرص التعليمية عبر الإنترنت. تساهم المبادرة في تعزيز القدرات التعليمية لتقديم تعليم عالي الجودة وتطوير مهارات المعلمين والطلاب في استخدام استراتيجيات التعلم عن بُعد بفاعلية. كما تساهم المبادرة في تعزيز التواصل والتعاون بين المعلمين، وتبادل الموارد والأفكار الناجحة، مما يعزز روح المجتمع التعليمي ويعمل على تطوير ممارسات التدريس.
بشكل عام، تعتبر مُبادَرة معلمون إسهامًا قيمًا في مجال التعليم خلال جائحة كوفيد-19 وما بعدها. من خلال تحسين التعلم عن بُعد وتطوير مهارات المعلمين والطلاب، تساهم المبادرة في بناء أسس تعليمية قوية ومستدامة في ظل التحديات الحالية.